# 夏洛特大公橋

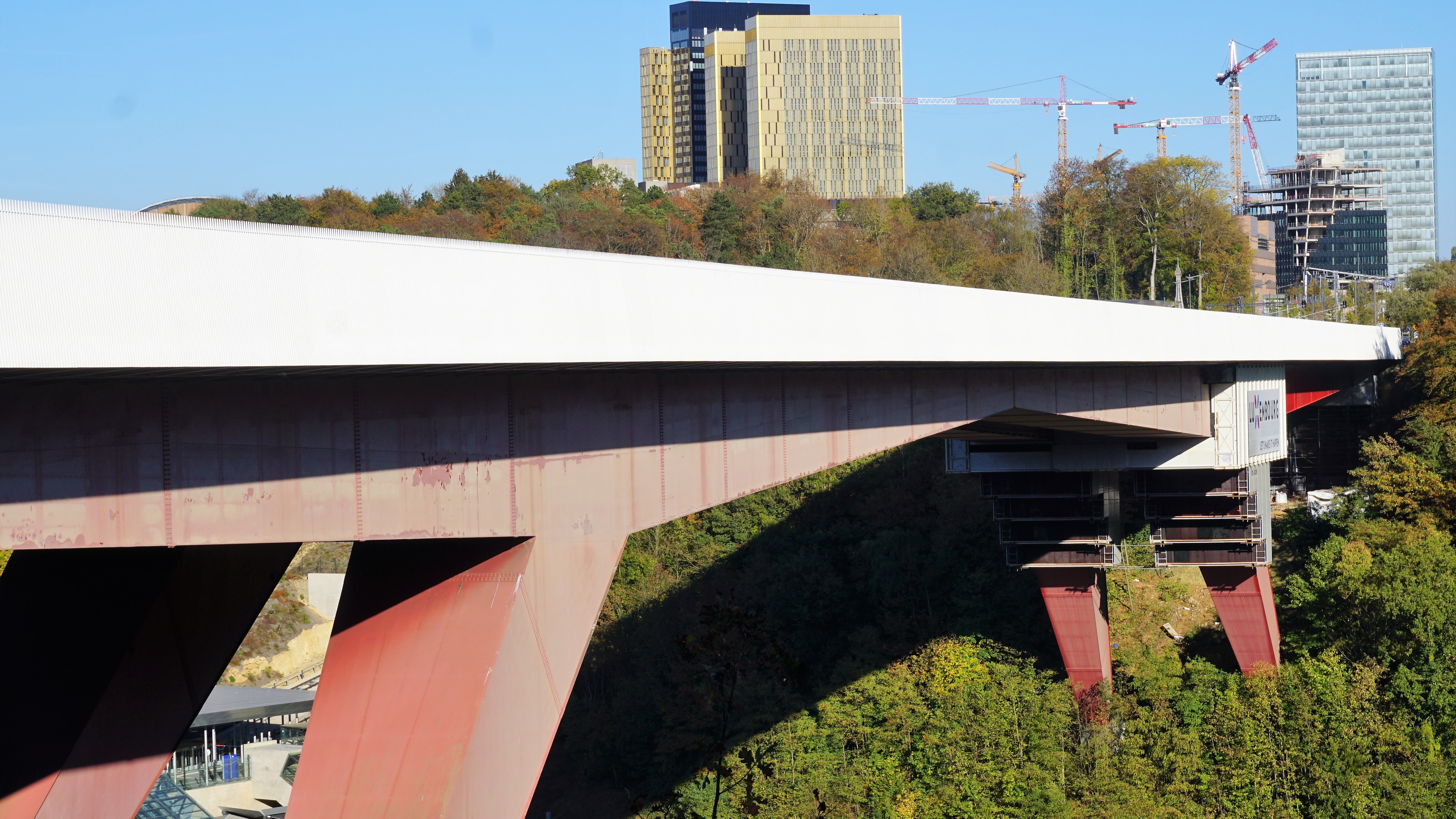
夏洛特大公桥的南侧景观

夏洛特大公橋是位於盧森堡南部盧森堡市的一座公路橋。夏洛特大公橋的設計者是德國建築家Egon Jux，於1962年開始興建，官方的動工儀式在1963年6月20日进行，由卢森堡大公夏洛特主持，1965年土建完工，1966年10月通車。

## 外部連結
- Structurae数据库中Grand Duchess Charlotte Bridge的数据. [2010-05-25].

- . Administration des ponts et chaussées. 18 July 2007  [24 May 2010]. （原始内容存档于26 November 2010）.
- 互联网电影数据库（IMDb）上《Le Pont Rouge》的资料（英文）